# Елекенер
Елекене́р (рос. Элекенер, марій. Элекэҥер) — присілок у складі Моркинського району Марій Ел, Росія. Входить до складу Октябрського сільського поселення.

## Населення
Населення — 116 осіб (2010; 112 у 2002).
Національний склад (станом на 2002 рік):
- лучні марійці — 98 %